# 皮埃尔-奥古斯特·雷诺阿
皮耶-奥古斯特·雷諾瓦（法語：Pierre-Auguste Renoir，法語：[pjɛʁ oɡyst ʁənwaʁ]，1841年2月25日—1919年12月3日）是一位著名的法國畫家，也是印象派發展史上的領導人物之一。其畫風承襲彼得·保罗·鲁本斯與让-安托万·华托的傳統，對於女性形體的描繪最為著名。

## 生平

### 早年生活

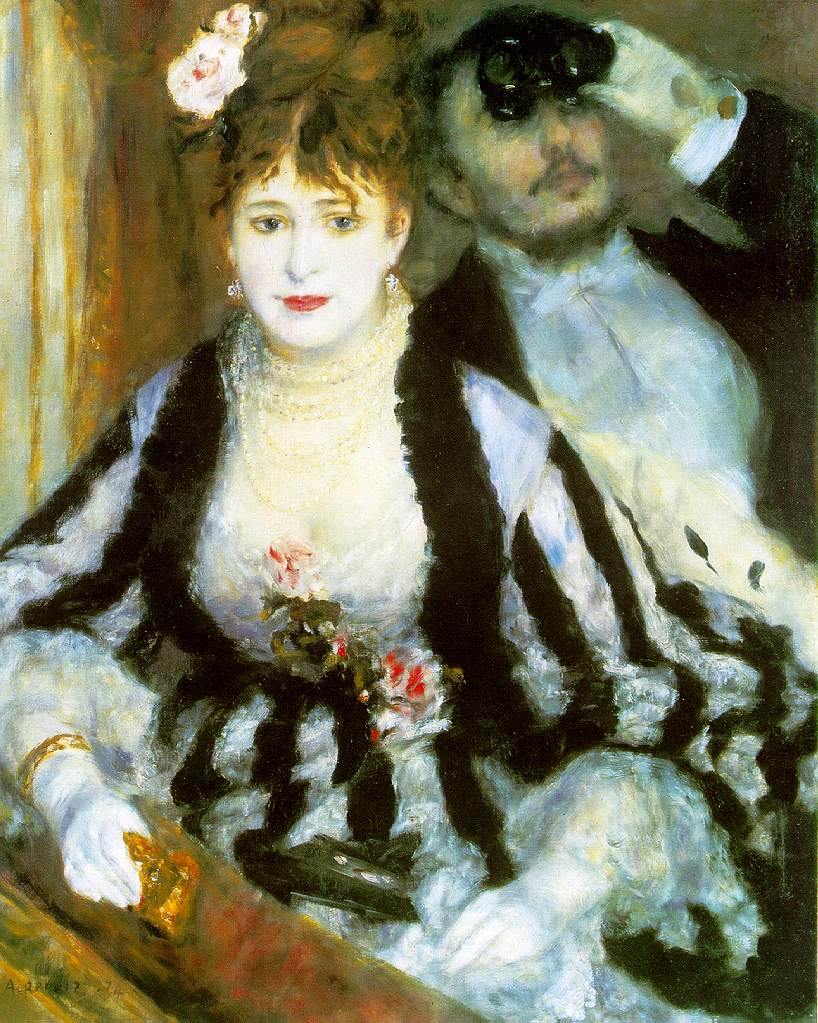
《The Theater Box》, 1874年創作，收藏於倫敦科陶德藝術學院画廊

皮耶-奥古斯特·雷諾瓦出生於法國上維埃納省利摩日的一個工人階級的家庭之中。童年時期的雷諾瓦，曾在一家瓷器工廠工作，雷諾瓦的繪畫才能使他得到了繪製瓷器的差事。在他進入美術學校之前，還有受外國傳教士的委託，繪畫室內的裝飾物和裝飾扇子的經歷。也包括畫簾子、爲紋章着色等。這些餬口的工作他顯得極爲稱職，或許也因此使他更想脫離藝匠處境。於是，他走上了傳統的、也是當時所有想成爲畫家者所循的道路。1860年1月起，他獲得羅浮宮博物館的臨摹證，在那裡參觀並學習法國有名畫家的各種技法。
1862年，雷諾瓦前往巴黎，在夏尔·格莱尔門下開始學習美術。他在那裡認識了艾佛烈·希斯里 、弗雷德瑞克·巴吉爾和克勞德·莫內。在1860年代期間，雷諾瓦其實沒有財力去購置顏料。1864年，他的畫作在法國沙龍第一次展出，但是他在接下來的10年也無法廣為人知，在某種程度上是因為普法戰爭所引發的動亂。
1871年，巴黎公社暴動期間，他在塞納河作畫時，曾被政府誤以為是間諜而逮捕。1874年，他與Jules Le Cœur和他的家族結束一段長達10年的友誼，雷諾瓦失去該組織寶貴的財務支持。

### 成名

《煎餅磨坊的舞會》（1876年）

當他的六幅畫作在印象派畫展中展出，雷諾瓦終於獲得評論家的好評。同年，他的作品在倫敦與杜蘭德-魯埃爾（Paul Durand-Ruel）共同展出。1870年代，他參加了落選者沙龍，開始了印象畫派的說明和推廣。雷諾瓦在這個時期不像卡米耶·畢沙羅或高更等畫家走避他鄉，而是待在巴黎，畫了很多街頭生活風景做為紀錄，這些畫作他都用大尺寸的畫布繪畫。經典之作《煎餅磨坊的舞會》（Le Bal au Moulin de la Galette或Dance at Le Moulin de la Galette）就是他在1876年畫出來的，此畫有一米三高，一米七寬，現收藏於法國奧塞博物館。

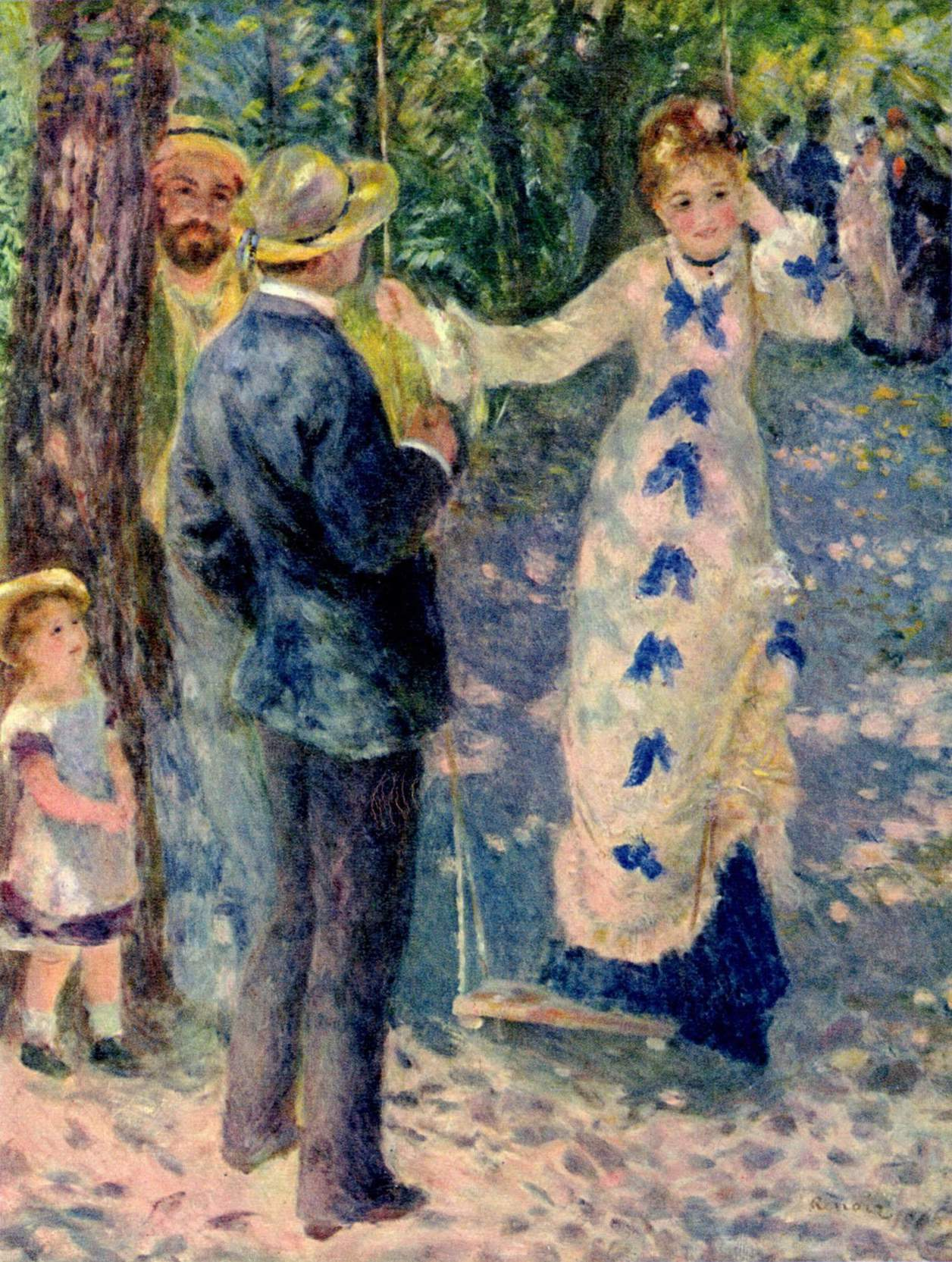
《La Balançoire》, 繪於1876年，收藏於巴黎奧塞美術館

1881年，他前往阿爾及利亞，一个他同歐仁·德拉克洛瓦联系起来的国家，然後到了西班牙馬德里，參觀委拉斯開茲的作品。隨後，他來到意大利，在佛羅倫薩和羅馬參觀拉斐爾與提香的畫作。1882年1月15日，雷諾瓦在西西里大區巴勒莫會見了作曲家理查德·瓦格納。雷諾瓦在短短35分鐘內完成瓦格納的肖像畫。同年，雷諾瓦感染肺炎，在阿爾及利亞休養六個星期，他的呼吸系統因此永久受損。
1881年，他畫出了另一個經典的作品《船上的午宴》（Luncheon of the Boating Party）。但在此畫之後，雷諾瓦逐漸放棄專注在製造光影的呈現，而趨向於較平實的描繪。雷諾瓦在1883年於根西島度過了夏天，創造了15幅畫作。這些畫的主題包括海灘、懸崖和海灣。
雷諾瓦在蒙馬特生活與工作時，他僱用蘇珊·法拉登來擔任模特，許多他的同業也學習他們的繪畫技術，最終她成為了早期的女畫家之一。

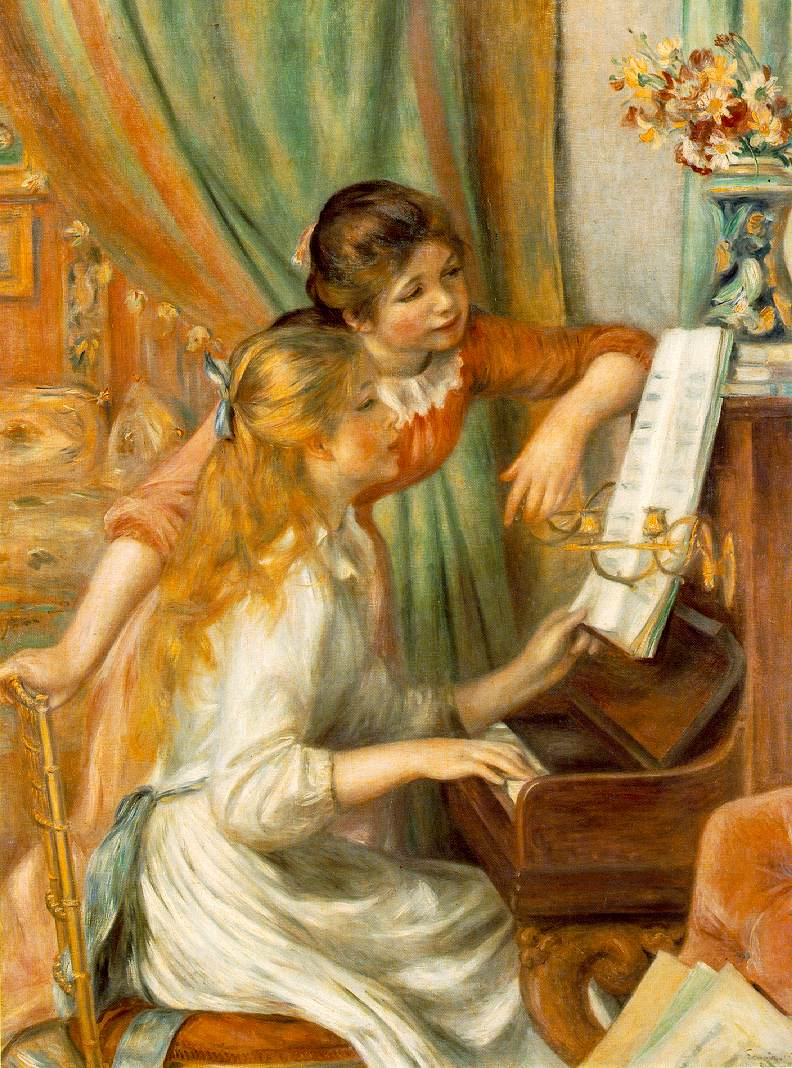
《彈鋼琴的少女》，繪於1892年

1887年，維多利亞女王慶祝她登基五十週年，雷諾瓦捐贈了幾幅畫作給“法國印象派繪畫展”作為忠誠的象徵。
1890年，他娶了艾琳。他在1885年已經擁有一個孩子皮埃爾·雷諾瓦。在結婚後，雷諾瓦以他的妻子和日常家庭生活的場景創作許多畫作，包括他們的孩子和護士、艾琳的親戚加布里埃爾·勒納爾。雷諾瓦有三個兒子，其中尚·雷諾瓦成為電影導演，而皮耶成為了舞台劇和電影演員。

### 晚年
雷諾瓦大約在1892年罹患類風濕關節炎。1907年，他搬到溫暖的Les Collettes，因為這裡接近地中海海岸。雷諾瓦在生命最後20年中持續作畫，即使關節炎嚴重限制了他的活動，他不得不坐在輪椅。他的右肩膀因關節變形，所以雷諾瓦改變他的繪畫技巧。傳說雷諾瓦將筆綁在他癱瘓的手指中來作畫，而這是一個誤傳，當時雷諾瓦仍然能夠使用畫筆，但是他需要一位助手將筆放置於他的手上。
在此期間，他與一個年輕的藝術家理查德·吉諾（Richard Guino）合作來創作雕塑。當時雷諾瓦的肖像畫主角是奧地利女演員Tilla Durieux。雷諾瓦晚年仍精進於繪畫上，他畫了很多裸體的女性，將柔軟的視覺觸感表現的栩栩如生。
雷諾瓦在1919年參觀了羅浮宮，看到自己的作品被懸掛在其中。1919年12月3日，他於普羅旺斯-阿爾卑斯-蔚藍海岸卡涅與世長辭。
國際天文學聯合會於1976年將水星上18.29°S，51.89°W的撞擊坑命名為卡涅瓦撞擊坑。

## 繪畫風格

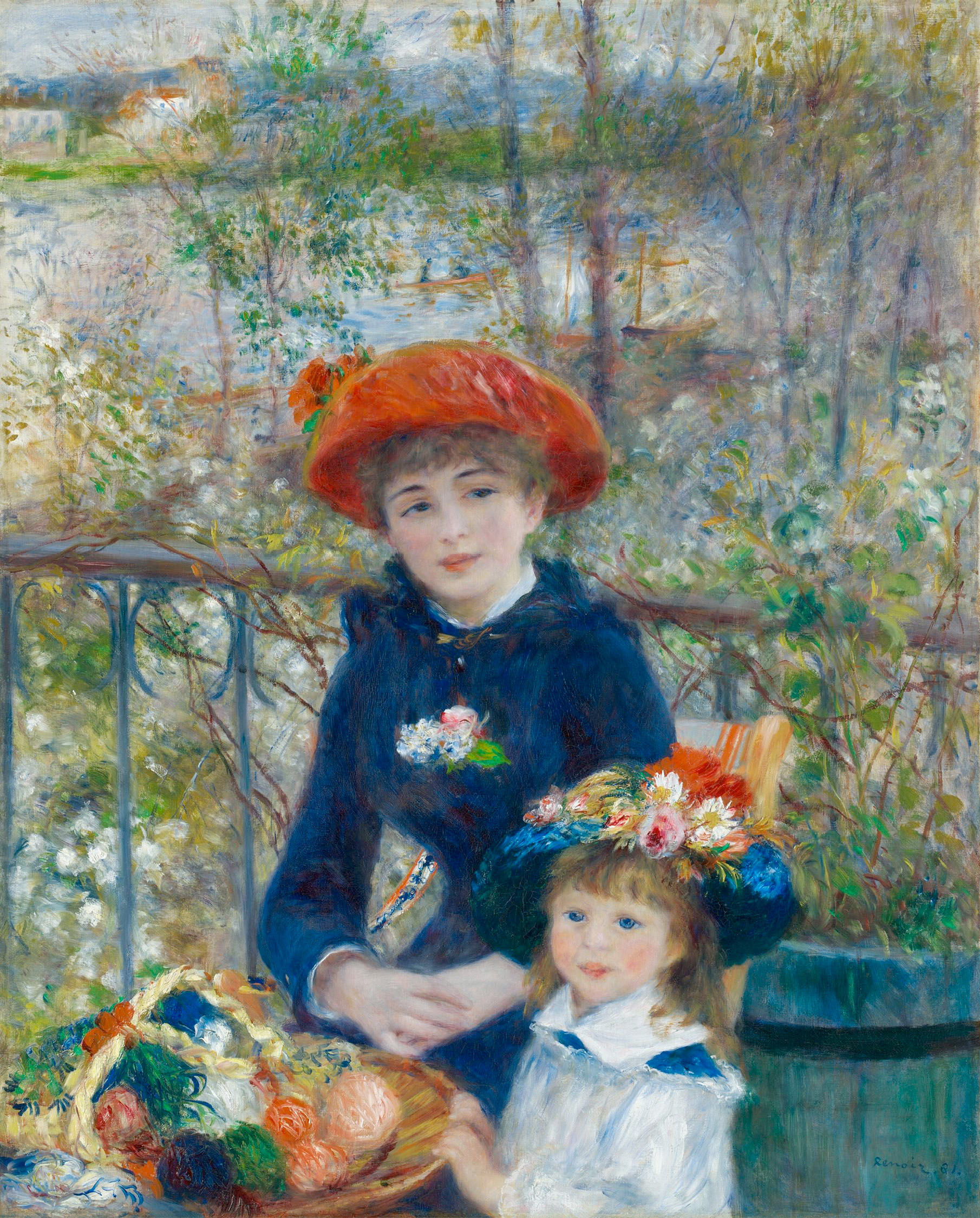
《On the Terrace》, 創作於1881年, 收藏於芝加哥藝術學院

雷諾瓦以人物畫出名，這之中又以畫甜美、悠閒的氣氛還有豐滿、明亮的臉和手最為經典。印象派風格的雷諾瓦，其特色在描繪迷人的感覺，從他的畫作中你很少感覺到苦痛或是宗教情懷，但常常能感受到家庭的溫暖，如母親或是年長姐姐般的笑容。雷諾瓦認為繪畫並非科學性的分析光線，也並非巧心的安排布局，因為繪畫是要帶給觀者愉悅，讓繪畫掛置的環境充滿了畫家想要的感覺。
雷諾瓦最初的作品受到欧仁·德拉克罗瓦與讓-巴蒂斯·卡米耶·柯洛的影響。他也很佩服居斯塔夫·库尔贝和愛德華·馬奈的風格，而他的早期作品將他們的風格融合其中。同時，雷諾阿也欣賞埃德加·德加的運動感。18世紀大師弗朗索瓦·布歇是雷諾瓦另一位非常欽佩的畫家。
他早期的成熟作品是典型的印象派風格，描述現實生活，並充滿了閃閃發亮的色彩和光線。然而，到了19世紀80年代中期，他打破了之前的風格，採用一個更加具有紀律性的技術來描繪人物畫，特別是女性泳客。
雷諾瓦於1881年意大利之旅中，看到拉斐爾和其他文藝復興時期大師的作品，也使他確信之前的呈現方式有誤。他在未來的幾年中，其畫作風格更加銳利，試圖返回古典主義風格。這段時期有時被稱為「安格爾時期」，他專注於繪畫，並強調外部的輪廓。
1890年後，他又改變了畫作風格，再次返回到早期作品的風格。從這個時期開始，他集中注意在裸體和家庭場景畫。

## 重要作品
- 《煎餅磨坊的舞會》，1876年
- 《船上的午宴》，1880年
- 《小艾琳》，1880年
- 《彈鋼琴的少女》，1892年

## 相關文獻
- Claude Roger-Marx. . Monte-Carlo: Andre Sauret. 1952.
- Joseph G. Stella. . London: Lund Humphries. 1975.
- Jean Leymarie et Michel Melot. . Paris: Arts et Metiers Graphiques. 1971.
- Michel Melot. . New Haven: Yale University Press. 1996.
- Theodore Duret. . Paris: Bernheim-Jeune. 1924.
- Paul Haeserts. . Bruxelles: Hermès. 1947.
- 安·狄絲塔（英语：Anne Distel）. . 發現之旅. 40. 郭維雄、戴麗娟、葉曉芍/譯. 臺北: 時報文化. 1995  [2017-12-18]. ISBN 978-957-13-2243-8. （原始内容存档于2017-12-22）.